# Atzesberg
Atzesberg è un comune austriaco di 445 abitanti nel distretto di Rohrbach, in Alta Austria.